# Tatabánya Mustangs 2016
Questa voce raccoglie le informazioni riguardanti i Tatabánya Mustangs nelle competizioni ufficiali della stagione 2016.

## Maschile

### Divízió I 2016

#### Stagione regolare
| 26 marzo 2016 1ª giornata | Tatabánya Mustangs | 6 – 35 | Szekszárd Bad Bones |  |

| 9 aprile 2016 3ª giornata | Budapest Cowbells 2 | 35 – 0 | Tatabánya Mustangs |  |

| 8 maggio 2016 7ª giornata | Miskolc Renegades | 42 – 7 | Tatabánya Mustangs |  |

| 21 maggio 2016 9ª giornata | Tatabánya Mustangs | 7 – 24 | Újpest Bulldogs |  |

| 29 maggio 2016 10ª giornata | Tatabánya Mustangs | 32 – 14 | Budapest Wolves 2 |  |

| 11 giugno 2016 12ª giornata | Budapest Titans | 21 – 0 | Tatabánya Mustangs |  |

#### Playout
| Székesfehérvár 8 ottobre 2016 | Fehérvár Enthroners | 35 – 6 | Tatabánya Mustangs | First Field |

### Statistiche di squadra
| Competizione      | %Vittorie | In casa | In casa | In casa | In casa | In casa | In casa | In trasferta | In trasferta | In trasferta | In trasferta | In trasferta | In trasferta | Totale | Totale | Totale | Totale | Totale | Totale |
| Competizione      | %Vittorie | G       | V       | N       | P       | Pf      | Ps      | G            | V            | N            | P            | Pf           | Ps           | G      | V      | N      | P      | Pf     | Ps     |
| ----------------- | --------- | ------- | ------- | ------- | ------- | ------- | ------- | ------------ | ------------ | ------------ | ------------ | ------------ | ------------ | ------ | ------ | ------ | ------ | ------ | ------ |
| Stagione regolare | .167      | 3       | 1       | 0       | 2       | 45      | 73      | 3            | 0            | 0            | 3            | 7            | 98           | 6      | 1      | 0      | 5      | 52     | 171    |
| Playout           | .000      | 0       | 0       | 0       | 0       | 0       | 0       | 1            | 0            | 0            | 1            | 6            | 35           | 1      | 0      | 0      | 1      | 6      | 35     |
| Totale            | .143      | 3       | 1       | 0       | 2       | 45      | 73      | 4            | 0            | 0            | 4            | 13           | 133          | 7      | 1      | 0      | 6      | 58     | 206    |